# Peter Risi
Peter Risi (Buochs, 16 mei 1950 - 11 december 2010) was een Zwitsers voetballer die speelde als aanvaller.

## Carrière
Risi speelde in de jeugd van de lokale ploeg SC Buochs waarbij hij speelde in de derde klasse. In 1970 maakte hij de overstap naar de hoogste klasse bij La Chaux-de-Fonds waar hij twee seizoenen speelde. Hij verliet de club in 1972 en ging spelen voor FC Winterthur waar hij drie seizoenen actief was. Van 1975 tot 1979 speelde hij voor FC Zürich waarmee hij in zijn eerste jaar landskampioen en de beker won, individueel won hij de topschutterstitel. In 1979 won hij nogmaals de topschutterstitel voor Zürich net als in 1981 maar toen speelde hij voor FC Luzern. Bij FC Luzern speelde hij van 1979 tot 1984, van 1984 tot 1987 speelde hij terug voor zijn jeugdclub SC Buochs.
Hij speelde vijftien interlands voor Zwitserland waarin hij drie keer kon scoren.
Hij was bij SC Buochs tevens speler-coach en bleef er coach tot in 1990 toen hij hoofdcoach werd bij SC Kriens. In 1992 werd hij assistent onder de Hongaarse coach Bertalan Bicskei bij FC Luzern met ook onder andere Paul Wolfisberg en Timo Konietzka naast hem. Op 8 december 1993 werd hij ontslagen samen met de hoofdcoach maar werd een halve maand later als assistent opnieuw aangenomen maar nu onder Timo Konietzka.

## Erelijst
- FC Zürich
  - Landskampioen: 1976
  - Zwitserse voetbalbeker: 1976
  - Topschutter: 1976, 1979
- FC Luzern
  - Topschutter: 1981